# Зона Б-19
„Зона Б-19“ е квартал в София, част от район Възраждане. В квартала преобладават високите блокове. Граничи на север с бул. „Ал. Стамболийски“, на запад с бул. „Константин Величков“ и на изток с бул. „Инж. Иван Иванов“.

## Образование
- „Националния Дворец на Децата“
- 136-о ОУ
- Професионална гимназия с интензивно изучаване на румънски език „Михай Еминеску“
- Читалище „Аура“

## Пътища
| Път                              | Наречен на                                           | Местоположение |
| -------------------------------- | ---------------------------------------------------- | -------------- |
| „Академик Иван Евстратиев Гешов“ | Иван Евстратиев Гешов (1849 – 1924), политик         | Карта          |
| „Алдомировска“                   | Алдомировци, село в Софийско                         | Карта          |
| „Александър Стамболийски“        | Александър Стамболийски (1879 – 1923), политик       | Карта          |
| „Възкресение“                    | Възкресение, религиозна концепция                    | Карта          |
| „Д-р Калинков“                   | Георги Калинков (1860 – 1926), политик               | Карта          |
| „Димитър Петков“                 | Димитър Петков (1858 – 1907), политик                | Карта          |
| „Добри Желязков“                 | Добри Желязков (1800 – 1865), предприемач            | Карта          |
| „Зайчар“                         | Зайчар, град в Сърбия                                | Карта          |
| „Инженер Иван Иванов“            | Иван Иванов (1891 – 1965), инженер и политик         | Карта          |
| „Константин Величков“            | Константин Величков (1855 – 1907), писател и политик | Карта          |
| „Перник“                         | Перник, град в България                              | Карта          |
| „Позитано“                       | Вито Позитано (1833 – 1886), италиански дипломат     | Карта          |
| „Три уши“                        | Три уши, част от Стара планина                       | Карта          |
| „Царибродска“                    | Цариброд, град в Сърбия                              | Карта          |
| „Генерал Цончев“                 | Иван Цончев (1859 – 1910), революционер и генерал    | Карта          |